# آدریان رودریگز
آدریان رودریگز (کاتالونیایی: Adrián Rodríguez؛ زادهٔ ۲۸ نوامبر ۱۹۸۸) بازیگر و خواننده اهل اسپانیا است. وی از سال ۲۰۰۵ میلادی تاکنون مشغول فعالیت بوده‌است.
از فیلم‌ها یا مجموعه‌های تلویزیونی که وی در آن‌ها نقش داشته است می‌توان به خانواده سرانو و فیزیک یا شیمی (۲۰۱۱–۲۰۰۹) اشاره نمود.